# (5728) 1988 BJ4
(5728) 1988 BJ4 (1988 BJ4, 1976 SC8, 1988 BQ5, 1990 WV3) — астероїд головного поясу, відкритий 20 січня 1988 року.
Тіссеранів параметр щодо Юпітера — 3,610.